# Tripwire Interactive
Tripwire Interactive è una casa di sviluppo di videogiochi situata a Roswell, in Georgia.

## Storia
Tripwire Interactive fu fondata nel 2005 da alcuni membri del team internazionale che creò Red Orchestra: Combined Arms, una mod di Unreal Tournament 2004.
L'azienda è famosa per la pubblicazione dei franchise Killing Floor e Rising Storm.
Attualmente pubblica giochi su: PlayStation 4, Steam e Xbox One.

## Videogiochi[2]

### PC
- Red Orchestra: Ostfront 41-45 (2006)
- Killing Floor (2009)
- Red Orchestra 2: Heroes of Stalingrad (2011)
- Rising Storm (2013)
- Killing Floor 2 (2016)
- Rising Storm 2: Vietnam (2017)
- Killing Floor: Incursion (2017)
- Killing Floor: Double Feature (2019)
- Maneater (2020)
- Killing Floor 3 (2025)

### Altri videogiochi pubblicati
- The Ball
- Dwarfs!?
- Killing Floor: Calamity (per OUYA)
- Maneater
- Zeno Clash
- Espire 1: VR Operative
- Road Redemption
- Chivalry 2